# Fort Ricasoli
Pour les articles homonymes, voir Ricasoli.
Le fort Ricasoli (en maltais Il-Forti Rikażli) est une fortification des chevaliers de l'ordre de Saint-Jean de Jérusalem à Kalkara sur l'île de Malte sur la pointe Sottile.
Juste à côté, se situe le studio de cinéma Malta Film Studios.

## Historique
Le fort Ricasoli est construit de 1670 à 1693 sous la direction de Maurizio Valperga, ingénieur militaire du duc de Savoie, à la demande du grand maître Nicolas Cottoner y de Oleza et financé par le chevalier Giovanni Francesco Ricasoli (en). Ce fort est prévu pour renforcer la ligne de fortifications de Cottoner et, positionné sur la presqu’île qui ferme la baie de Marsa, de contrôler la fermeture du Grand Harbour, avec le fort Saint-Elme qui lui fait face.
En 1807, le fort est le lieu de la mutinerie du régiment Froberg, considérée comme la plus importante mutinerie dans l'armée britannique au cours des guerres napoléoniennes. L'explosion d'un demi-bastion endommage le fort qui sera également victime des bombardements aériens de la seconde Guerre mondiale.
Aujourd'hui, le fort est menacé par l'attaque de la mer qui dégrade le promontoire sur lequel s'appuient ses fortifications mais aussi par la pollution puisque les fossés du fort servent au stockage des hydrocarbures lourds qui proviennent du dégazage des navires. L’intérieur du fort, largement démoli lors de la Seconde Guerre mondiale, la porte du fort a été restaurée à l'identique, sert de plateau de cinéma pour des films comme Agora (2009), Troy (2004), Gladiator (2000), Hélène de Troie (2003), Napoléon (2023), entre autres.